# 이토 우메코
이토 우메코(일본어: 伊藤梅子, 1848년 12월 3일~1924년 4월 12일)는 이토 히로부미의 후처이다.

## 개요
이토 우메코는 1848년 에도 막부 나가토국 (지금의 일본 야마구치현 서부) 시모노세키에서 기다 규베의 장녀로 태어났다. 우메코는 1864년 영국에서 이토 히로부미를 만났다. 당시 이토는 이미 이리에 구이치와 노무라 야스시의 여동생인 이토 스미코와 결혼하였으나, 1866년 이토 스미코와 이혼하고 우메코와 결혼하였다. 
1885년 이토가 내각총리대신이 된 후 우메코는 수상 부인으로서 단카와 영어에 전념하였다. 늘 몸에 신경을 많이 써서 "귀감"이라고 불리기도 하였다. 1909년 이토가 암살 되었을 때 우메코 부인은 눈물을 흘리지 않았으나 자신의 방에서 "나라를 위해 빛내시고 가셨습니다"라고 말했다고 한다. 히로부미의 사후 우메코는 가나가와현 나카군 오이소정에 위치한 사위 스에마쓰 겐초의 집을 전전하다가 1924년 4월 12일 향년 76세로 사망하였다. 그녀의 사망원인은 밝혀지지 않았다.